# Бекхьон
Бьон Бек-хьон (на корейски: 변백현), по-известен като Бекхьон, е южнокорейски певец, автор на песни и актьор. Той е член на южнокорейско-китайската момчешка група Exo, подгрупата Exo-K, подразделението Exo-CBX и южнокорейската супергрупа SuperM. Също дебютира като солист през юли 2019 г. с издаването на дебютното си EP, „City Lights“.

## Ранен живот
Бекхьон е роден на 6 май 1992 г. в Пучон, провинция Кьонги, Южна Корея. Той има брат на име Бюн Бек-бьом, който е със седем години по-голям от него. Бекхьон започва да се обучава като певец, когато е на 11 години, повлиян от южнокорейския певец Rain. Посещава гимназията Jungwon в Пучон, където е водещ певец в група, наречена Honsusangtae, с която печели местен музикален фестивал. Взима уроци по пиано от Ким Хьон-у, член на южнокорейската рок група DickPunks. В допълнение към музикалните занимания тренира бойни изкуства в младостта си и има 3-ти дан черен колан по Хапкидо.
Бекхйон е забелязан от агент на SM Entertainment, докато учи за приемните изпити в Сеулския институт по изкуствата. По-късно се присъединява към SM Entertainment (2011).

## Кариера

### 2012 – 2015: Дебют и начало на кариерата си
Бекхьон е официално приет като девети член на групата Exo на 30 януари 2012 г. като главен вокалист. Групата официално дебютира през април 2012 г. и оттогава придобива значителна популярност и търговски успех.
През февруари 2014 г. той и СуО от Exo стават редовни водещи за музикалното телевизионно шоу на SBS „Inkigayo“. Те напускат позицията през ноември 2014 г., за да се съсредоточат върху предстоящото завръщане на Exo. През юли 2014 г. Бекхьон дебютира в музикалния театър, играейки главната роля на Дон Локууд в южнокорейската продукция на мюзикъла „Singin 'in the Rain“ от SM C&C.
През април 2015 г. издава първата си самостоятелна песен от дебюта си озаглавена „Beautiful“ като саундтрак към уеб драмата „Exo Next Door“. Песента става първият саундтрак сингъл от уеб драма, която стига до топ на дигитални класации. През май 2015 г. е обявено, че ще участва в екшън филма „Dokgo“ заедно с актьора Йо Джин-гу. Работата по филма е отменена през януари 2016 г. През декември 2015 г. Бекхьон отдава почит на покойния южнокорейски певец Ким Хьон-шик, изпълнявайки песента му „Like Rain Like Music“ в музикалната програма на SBS „Gayo Daejeon“.

### 2016 – 2018: Актьорски роли и Exo-CBX
През януари 2016 г. Бекхьон и членът на Miss А, Сузи издават дует, озаглавен „Dream“. Песента бързо достигна върха в онлайн класациите за музика в реално време и по-късно дебютира на номер едно в седмичната цифрова класация на Gaon. „Dream“ печели първо място общо пет пъти в музикалните телевизионни програми Music Bank и Inkigayo. През април 2016 г. получава награда YinYueTai V-Chart за най-популярен певец в Южна Корея. През май 2016 г. Бекхьон и южнокорейският певец K.Will издават дует на фолк-балада, озаглавен „The Day“, като част от музикалния проект „SM Station“ на SM Entertainment.
През август 2016 г. Бекхьон прави своя дебют на малък екран в историческата драма на SBS „Moon Lovers: Scarlet Heart Ryeo“, южнокорейска адаптация на китайския роман „Bu Bu Jing Xin“. За представянето си в драмата той получава награда „Нова звезда“ на наградите за драматични награди SBS 2016. Той също така си сътрудничи с Чен и Xiumin от Exo по оригинален саундтрак към сериала, озаглавен „For You“. През октомври 2016 г., заедно с Чен и Xiumin, Бекхьон става член на първото официално подразделение Exo-CBX на Exo. Дебютната им песен „Hey Mama!“, е пусната на 31 октомври. През ноември 2016 г. започва участие в турнира на SM Entertainment League of Legends „2016 SM Super Celeb League“, където той и Heechul играят играта както с професионални играчи, така и с фенове от Южна Корея и Китай.
През февруари 2017 г. Бекхьон и членът на Sistar Soyou издават дует, озаглавен „Rain“. Песента достига номер едно във всяка южнокорейска онлайн музикална класация, постижение, известно като „all-kill“, което го прави първият изпълнител на SM Entertainment, който постига „all-kill“ и през 2016 и 2017 г. с „Dream“ и „Rain“ съответно. През април 2017 г. издава сингъл със заглавие „Take You Home“ за втория сезон на проекта Station. Песента достига номер 12 на Gaon Digital Chart. През август 2018 г. Бекхьон и рапърът Loco издават песен колаб, озаглавена „Young“ за проекта Station.
През май 2018 г. списание Vogue разкри, че Бекхьон си сътрудничи с Privé и пуска своя собствена марка „Privé by BBH“, марка за улично облекло, на 1 юли. Бекхьон е ко-креативен директор на марката.

### 2019 г. – Соло дебют и SuperM
На 10 юни 2019 г. е обявено, че Бекхьон ще дебютира като солов изпълнител през юли 2019 г., превръщайки се в третия солист сред членовете на Exo. По-късно е разкрито, че ще дебютира с мини-албума, озаглавен „City Lights“, който излиза на 10 юли.
На 7 август 2019 г. е потвърден като член на SuperM, „К-поп супергрупа“, създадена от SM Entertainment в сътрудничество с Capitol Records. Промоциите на групата са планирани да започнат през октомври и са насочени към американския пазар. SuperM дебютира с едноименното дебютно EP на групата на 4 октомври 2019 г.
На 4 декември 2019 г. Бекхьон е награден за най-добър мъжки изпълнител на Азиатските музикални награди Mnet 2019 след успеха на дебютния си EP City Lights и с водещ сингъл „UN Village“.

## Любопитно
- Популярният му прякор е „Бекон“
- Обича да общува и да се сприятелява с хората
- Научава нещата доста бързо. Може да научи хореографията за нова песен в рамките на един ден
- Страхува се от височини
- Членовете казват, че Бекхьон непрекъснато говори и че той и Chanyeol винаги прекарват времето си, играейки видео игри в стаята си в общежитието
- Не обича да излиза, а вместо това предпочита да играе игри, в свободното си време[1]

## Филмография

### Драми
| Заглавие                        | Година | Канал         | Роля     | Бележки         |
| ------------------------------- | ------ | ------------- | -------- | --------------- |
| To the Beautiful You            | 2012   | SBS           | Себе си  | епизод 2        |
| Exo Next Door                   | 2015   | Naver TV Cast | Baekhyun | Водеща роля     |
| Moon Lovers: Scarlet Heart Ryeo | 2016   | SBS           | Wang Eun | Поддържаща роля |

### Музикални видеа
| Заглавие                                               | Година | Бележки |
| ------------------------------------------------------ | ------ | ------- |
| Dear My Family (as part of SM Town)                    | 2012   |         |
| Beautiful                                              | 2015   |         |
| Dream (с Suzy)                                         | 2016   |         |
| The Day (с K.Will)                                     | 2016   |         |
| Take You Home                                          | 2017   |         |
| "Dear My Family (концерт вер.)" (като част от SM Town) | 2017   |         |
| Young (с Loco)                                         | 2018   |         |
| UN Village                                             | 2019   |         |
| Гостни изяви                                           |        |         |
| Dance with D.O.C (remake; DJ DOC)                      | 2014   |         |
| Sound of Your Heart (SM Town and Steve Barakatt)       | 2016   |         |

## Театър
| Заглавие            | Година | Роля         | Бележки      |
| ------------------- | ------ | ------------ | ------------ |
| Singin' in the Rain | 2014   | Don Lockwood | Основна роля |

## Написани песни
| Година | Песен       | Албум   | Лирики                              |
| ------ | ----------- | ------- | ----------------------------------- |
| 2013   | „Lucky“     | XOXO    | (с Chanyeol, Kim Eana)              |
| 2017   | „Ko Ko Bop“ | The War | (с Chanyeol, Chen, JQ, Hyun Ji-won) |

## Награди и номинации
| Година | Награждение                  | Категория                                        | Номенирана работа                                   | Резултат  |
| ------ | ---------------------------- | ------------------------------------------------ | --------------------------------------------------- | --------- |
| 2016   | 4th YinYueTai V-Chart Awards | Most Popular Singer (South Korea)                | –                                                   | Спечелил  |
| 2016   | 1st Asia Artist Awards       | Popularity Award (Actor)                         | –                                                   | Спечелил  |
| 2016   | 1st Asia Artist Awards       | Best Rookie Award                                | Moon Lovers: Scarlet Heart RyeoTo the Beautiful You | Спечелил  |
| 2016   | 8th Melon Music Awards       | Best R&B/Soul with Suzy                          | Dream                                               | Спечелил  |
| 2016   | 8th Melon Music Awards       | Song of the Year with Suzy                       | Dream                                               | Номениран |
| 2016   | 18th Mnet Asian Music Awards | Best Collaboration with Suzy                     | Dream                                               | Спечелил  |
| 2016   | 18th Mnet Asian Music Awards | HotelsCombined – Song of the Year with Suzy      | Dream                                               | Номениран |
| 2016   | SBS Drama Awards             | New Star Award                                   | Moon Lovers: Scarlet Heart Ryeo                     | Спечелил  |
| 2017   | 31st Golden Disk Awards      | Digital Bonsang with Suzy                        | Dream                                               | Спечелил  |
| 2017   | 31st Golden Disk Awards      | Asian Choice Popularity Award with Suzy          | Dream                                               | Спечелил  |
| 2017   | 6th Gaon Chart K-Pop Awards  | Artist of the Year (Digital) – January with Suzy | Dream                                               | Номениран |
| 2017   | 53rd Baeksang Arts Awards    | Most Popular Actor (TV)                          | Moon Lovers: Scarlet Heart Ryeo                     | Номениран |
| 2017   | 19th Mnet Asian Music Awards | Best Collaboration with Soyou                    | Rain                                                | Номениран |
| 2017   | 19th Mnet Asian Music Awards | Qoo10 Song of the Year with Soyou                | Rain                                                | Номениран |
| 2018   | 2017 Fandom School Awards    | Individual Popularity Award                      | –                                                   | Спечелил  |
| 2018   | BreakTudo Awards             | K-pop Male Artist                                | –                                                   | Номениран |
| 2018   | 2018 Melon Music Awards      | Hot Trend Award with Loco                        | Young                                               | Номениран |
| 2019   | 34th Golden Disk Awards      | Disc Bonsang                                     | City Lights                                         | –         |
| 2019   | 34th Golden Disk Awards      | Disc Daesang                                     | City Lights                                         | –         |